# 夏に奏でる僕らの詩
『夏に奏でる僕らの詩』（なつにかなでるぼくらのうた）は、Purple softwareが2010年3月26日に発売したWindows用恋愛アドベンチャーゲームである。

2022年4月26日にWindows 10動作確認済のダウンロード版がFANZA独占で配信された。
通称夏詩（なつうた）・なつら。

## ストーリー
九重遥は、五彩島（いつつあやのしま）の叔父の家に住み、毎日のように海で泳いで暮らしていた。心に棘のように引っかかっているのは、5年前に幼なじみ仲間の「ゲーム」中に海で行方不明になってしまった女の子のこと。そして夏休み、5年ぶりに再会した仲間達と共に、それぞれの想いを奏でる夏が動き出す…。

## キャラクター

### 主人公
九重 遥（ここのえ はるか）
五彩島学園2年生。暇があると海に潜ってばかりで、周囲からは「変人」と言われており、友達もいない。興味がある事にはとことんのめり込むが、それ以外は全く気に留めない性格で、歌音がアイドルとしてブレイクしていることも知らなかった。子どもの頃から幼なじみ仲間のヒロイン達に好意を向けられているが、超鈍感で気付いていない。両親は音楽家で、遥自身もピアノを習っていたが、五彩島で叔父の大吾と出会ってから考古学へ興味を移す。将来の進路について両親ともめた結果、小学校卒業と同時に五彩島に移り住み、大吾の家でなるみと同居している。現在は五彩島から10分ほど泳いだ先の離れ島（水軍島）にある不思議な遺跡に興味を持ち、いろいろ調べている。
夏休み直前に幼なじみ仲間に5年ぶりに再会して、とても嬉しく思っているが、彼女らが互いに会いたがらず、その理由も言わないのをいぶかしんでいる。

### ヒロイン
遥の幼なじみ仲間。子どもの頃は、夏休みに毎年島に来て一緒に遊んでいた。しかし5年前の夏、「女の子だけでゲームをする」と5人で海に泳ぎに出て、真夏だけが行方不明になってしまった。その事故以来、集まることも無くなってしまったが、この夏休みに5年ぶりに島に集合した。
葉山 歌音（はやま かのん）
声：木村あやか
学園2年生。夏休み前に遥と同じクラスに転入してきた。ブレイク中のアイドル歌手だが、仕事中は猫をかぶっており、本性は意地っ張りで素直になれないツンデレキャラ。幼い頃、遥がピアノを習っていた時は声楽をやっていた。仕事は夏休み中だが、実は歌うことに乗り気で無いらしい。
大空 真夏（おおぞら まなつ）
声：風音
学園2年生。5年前の事故で行方不明になっていたが、夏休み直前にミステリアスに復活した。チビで幼児体型なのがコンプレックスだが、それを補って余りあるほど夏のように明るく元気。小さい頃から「ハルくん大好き！」とずっと言っているが、遥には本気に取られていない。
姫宮 ほのか（ひめみや ほのか）
声：まきいづみ
学園1年生。遥や他の仲間より１つ年下で妹的な存在。幼い頃は島に住んでおり、一時は島を離れていたが、体調を崩した祖母を世話するために戻ってきた（祖母は夏休み前に亡くなった）。おっとり穏やかで優しい性格だが恋愛には初心で、その手の話題には真っ赤になってテンパってしまう。
御崎 果歩（みさき かほ）
声：桜川未央
学園2年生。黒髪美人で背が高くナイスバディで、子どもの頃からモデルの「果歩」として活躍している。モデル修業のため海外留学していたが、帰国して二学期から五彩島学園に通うことになった。おとなしくて感情表現が苦手だが、内面は素朴で素直な性格で、読みが鋭い所がある。昔は花咲くような笑顔の子どもだったが、今はその笑顔が失われてしまっている。

### サブキャラクター
芹沢 優佳（せりざわ ゆうか）
声：倉田まりや
遥の幼なじみ仲間で学園2年生。姉妹校交換制度を使って、夏休み直前に遥と同じクラスに転入してきた。わがままでマイペースなやかましキャラ。極度の女好きでHな発言が多く、遥とヒロイン達が近づくのを思い切り邪魔している。かなりの策略家で、事件や仲間の危機には様々な作戦を繰り出す。
※ヒロインの4人と共に遥の幼なじみ仲間だが、攻略はできない。
沢渡 なるみ（さわたり なるみ）
声：野神奈々
大吾の研究助手で、支倉家で遥と同居している。実質は遥の保護者だが精神的には同レベルで、食事時に遥のおかずを横取りしようとバトルを仕掛けてくる。合気道の有段者。大吾に想いを寄せており、自称「内縁の妻」だが、全く取り合ってもらえていない。
佐竹 大翔（さたけ ひろと）
声：小池竹蔵
島の大地主・佐竹の息子。それを笠に着て偉ぶっているが、幽霊が苦手。ほのかのことが好きであれこれちょっかいを出しているが、結局チンピラのおどしになってしまっている。
支倉 大吾（はせくら だいご）
声：都夢繰豆
遥の叔父で考古学者。興味が赴くままに世界中の遺跡を調査して回っており、長期間家を空けている。二十歳年下のなるみのことは遥と同格扱いで、熱心なアプローチを受けるも取り合っていない。

## 各話タイトル
ストーリーは各話に分かれており、全10話の共通ルートの後に、各ヒロインの個別ルートへ分岐する。
- 第1話　再会
- 第2話　同居
- 第3話　さまーうぉーず そのいち
- 第4話　月下美人
- 第5話　叔父の帰国
- 第6話　夏の便り
- 第7話　さまーうぉーず そのに
- 第8話　夏の音
- 第9話　真夏復活計画
- 第10話　ゲーム再び
- ヒロイン個別ルート
  - 歌音、それから……
  - 真夏、それから……
  - ほのか、それから……
  - 果歩、それから……

## スタッフ
- キャラクターデザイン・原画 - 月杜尋
- シナリオ - 冬雀、森崎亮人
- BGM - マッツミュージックスタジオ、アブカワオサム

## 主題歌
オープニングテーマ「ナツかしき記憶」
作詞 - 石川泰 / 作曲 - 橋本みゆき、東タカゴー / 編曲 - 東タカゴー / 歌 - 橋本みゆき
挿入歌「夏に奏でる僕らの歌」
歌・作詞 - 葉山歌音 / 作曲 - 九重遥
エンディングテーマ「夏陽炎」
作詞 - 石川泰 / 作曲・編曲 - 黒須克彦 / 歌 - 橋本みゆき
※初回限定版同梱のオリジナルサウンドトラックに、「ナツかしき記憶」「夏に奏でる僕らの詩」フルバージョンとインストゥルメンタル、「夏陽炎」のショートバージョンが収録されている。
※企画アルバム『Purple Software サウンドクロニクル』に、3曲のフルバージョンが収録されている。